# Ilybius
Genre
Ilybius est un genre d'insectes de l'ordre des coléoptères, de la famille des dytiscidés.

## Espèces rencontrées en Europe
- Ilybius aenescens Thomson, 1870
- Ilybius albarracinensis (Fery, 1986)
- Ilybius angustior (Gyllenhaal, 1808)
- Ilybius ater (De Geer, 1774)
- Ilybius chalconatus (Panzer, 1797)
- Ilybius cinctus Sharp, 1878
- Ilybius crassus Thomson, 1856
- Ilybius dettneri (Fery, 1986)
- Ilybius erichsoni (Gemminger & Harold, 1868)
- Ilybius fenestratus (Fabricius, 1781)
- Ilybius fuliginosus (Fabricius, 1792)
- Ilybius guttiger (Gyllenhaal, 1808)
- Ilybius hozgargantae (Burmeister, 1983)
- Ilybius jaechi (Fery & Nilsson, 1993)
- Ilybius lagabrunensis (Schizzerotto & Fery, 1990)
- Ilybius meridionalis Aubé, 1837
- Ilybius montanus (Stephens, 1828)
- Ilybius neglectus (Erichson, 1837)
- Ilybius opacus (Aubé, 1837)
- Ilybius pederzanii (Fery & Nilsson, 1993)
- Ilybius picipes (Kirby, 1837)
- Ilybius pseudoneglectus (Franciscolo, 1972)
- Ilybius quadriguttatus (Lacordaire, 1835)
- Ilybius samokovi (Fery & Nilsson, 1993)
- Ilybius satunini (Zaitzev, 1913)
- Ilybius similis Thomson, 1856
- Ilybius subaeneus Erichson, 1837
- Ilybius subtilis (Erichson, 1837)
- Ilybius vittiger (Gyllenhaal, 1827)
- Ilybius wasastjernae (C. R. Sahlberg, 1824)

## Liste d'espèces
Selon Catalogue of Life (31 août 2014) :
- Ilybius adygheanus
- Ilybius aenescens
- Ilybius albarracinensis
- Ilybius angustior
- Ilybius anjae
- Ilybius apicalis
- Ilybius ater
- Ilybius austrodiscors
- Ilybius balkei
- Ilybius bedeli
- Ilybius biguttulus
- Ilybius bipunctatus
- Ilybius chalconatus
- Ilybius chishimanus
- Ilybius churchillensis
- Ilybius cinctus
- Ilybius comma
- Ilybius confertus
- Ilybius confusus
- Ilybius corvinus
- Ilybius crassus
- Ilybius dettneri
- Ilybius discedens
- Ilybius discors
- Ilybius erichsoni
- Ilybius euryomus
- Ilybius fenestratus
- Ilybius fraterculus
- Ilybius fuliginosus
- Ilybius gagates
- Ilybius guttiger
- Ilybius hozgargantae
- Ilybius hulae
- Ilybius hypomelas
- Ilybius ignarus
- Ilybius impressus
- Ilybius incarinatus
- Ilybius jaechi
- Ilybius jimzim
- Ilybius lagabrunensis
- Ilybius larsoni
- Ilybius lateralis
- Ilybius lenensis
- Ilybius lenkoranensis
- Ilybius lineellus
- Ilybius meridionalis
- Ilybius minakawai
- Ilybius montanus
- Ilybius nakanei
- Ilybius neglectus
- Ilybius oblitus
- Ilybius obtusus
- Ilybius opacus
- Ilybius ovalis
- Ilybius palustris
- Ilybius pederzanii
- Ilybius piceus
- Ilybius picipes
- Ilybius pleuriticus
- Ilybius poppiusi
- Ilybius pseudoneglectus
- Ilybius quadriguttatus
- Ilybius quadrimaculatus
- Ilybius samokovi
- Ilybius satunini
- Ilybius similis
- Ilybius subaeneus
- Ilybius subtilis
- Ilybius thynias
- Ilybius vancouverensis
- Ilybius vandykei
- Ilybius verisimilis
- Ilybius vittiger
- Ilybius walsinghami
- Ilybius wasastjernae
- Ilybius wewalkai

Selon ITIS (31 août 2014) :
- Ilybius adygheanus Petrov, Shapovalov & Fery, 2010
- Ilybius aenescens Thomson, 1870
- Ilybius albarracinensis (Fery, 1986)
- Ilybius angustior (Gyllenhal, 1808)
- Ilybius anjae Nilsson, 1999
- Ilybius apicalis Sharp, 1873
- Ilybius ater (De Geer, 1774)
- Ilybius austrodiscors (Larson, 1996)
- Ilybius balkei (Fery & Nilsson, 1993)
- Ilybius bedeli (Zaitzev, 1908)
- Ilybius biguttulus (Germar, 1824)
- Ilybius chalconatus (Panzer, 1796)
- Ilybius chishimanus Kôno, 1944
- Ilybius churchillensis Wallis, 1939
- Ilybius cinctus Sharp, 1878
- Ilybius confertus (LeConte, 1861)
- Ilybius confusus Aubé, 1838
- Ilybius crassus Thomson, 1856
- Ilybius dettneri (Fery, 1986)
- Ilybius discedens Sharp, 1882
- Ilybius discors (LeConte, 1861)
- Ilybius erichsoni (Gemminger & Harold, 1868)
- Ilybius euryomus (Larson, 1996)
- Ilybius fenestratus (Fabricius, 1781)
- Ilybius fraterculus LeConte, 1862
- Ilybius fuliginosus (Fabricius, 1792)
- Ilybius gagates (Aubé, 1838)
- Ilybius guttiger (Gyllenhal, 1808)
- Ilybius hozgargantae (Burmeister, 1983)
- Ilybius hulae (Wewalka, 1984)
- Ilybius hypomelas (Mannerheim, 1843)
- Ilybius ignarus (LeConte, 1862)
- Ilybius incarinatus Zimmermann, 1928
- Ilybius jaechi (Fery & Nilsson, 1993)
- Ilybius jimzim (Larson, 1996)
- Ilybius lagabrunensis (Schizzerotto & Fery, 1990)
- Ilybius larsoni (Fery & Nilsson, 1993)
- Ilybius lateralis (Gebler, 1832)
- Ilybius lenensis Nilsson, 2000
- Ilybius lenkoranensis (Fery & Nilsson, 1993)
- Ilybius lineellus (LeConte, 1861)
- Ilybius meridionalis Aubé, 1837
- Ilybius minakawai Nilsson & Ribera, 2007
- Ilybius montanus (Stephens, 1828)
- Ilybius nakanei Nilsson, 1994
- Ilybius neglectus (Erichson, 1837)
- Ilybius oblitus Sharp, 1882
- Ilybius obtusus Sharp, 1882
- Ilybius opacus (Aubé, 1837)
- Ilybius ovalis Gschwendtner, 1934
- Ilybius pederzanii (Fery & Nilsson, 1993)
- Ilybius picipes (Kirby, 1837)
- Ilybius pleuriticus LeConte, 1850
- Ilybius poppiusi Zaitzev, 1907
- Ilybius pseudoneglectus (Franciscolo, 1972)
- Ilybius quadriguttatus (Lacordaire, 1835)
- Ilybius quadrimaculatus Aubé, 1838
- Ilybius samokovi (Fery & Nilsson, 1993)
- Ilybius satunini (Zaitzev, 1913)
- Ilybius similis Thomson, 1856
- Ilybius subaeneus Erichson, 1837
- Ilybius subtilis (Erichson, 1837)
- Ilybius thynias Fery & Przewozny, 2011
- Ilybius vancouverensis (Leech, 1937)
- Ilybius vandykei (Leech, 1942)
- Ilybius verisimilis (Brown, 1932)
- Ilybius vittiger (Gyllenhal, 1827)
- Ilybius walsinghami (Crotch, 1873)
- Ilybius wasastjernae (C. R. Sahlberg, 1824)
- Ilybius wewalkai (Fery & Nilsson, 1993)
- Ilybius bipunctatus (O. F. Müller, 1764)
- Ilybius comma (O. F. Müller, 1776)
- Ilybius corvinus (Gravenhorst, 1807)
- Ilybius impressus (O. F. Müller, 1776)
- Ilybius palustris (O. F. Müller, 1776)
- Ilybius piceus (O. F. Müller, 1776)